# Piotr Hańczyc
Piotr Hańczyc (ur. 15 kwietnia 1924 w Pieszczanach, zm. 24 listopada 2002 we Wrocławiu) – polski okulista, profesor nauk medycznych.

## Życiorys
Studia medyczne ukończył w 1953 roku na Akademii Medycznej we Wrocławiu i w tym samym roku został zatrudniony w tamtejszej Katedrze i Klinice Okulistyki. Angażował się w akcje zwalczania jaglicy. Doktoryzował się w 1965 na podstawie pracy „Zachowanie się oporności naczyń włosowatych podczas leczenia bodźcowego w okulistyce”.
Habilitację uzyskał w 1972 na podstawie oceny dorobku naukowego i rozprawy „Leczenie operacyjne postępującej wysokiej krótkowzroczności”, dzięki czemu awansował w 1975 na stanowisko docenta. W 1980 został kierownikiem wrocławskiej Katedry i Kliniki Okulistyki i piastował tę funkcję przez 14 lat do przejścia na emeryturę w 1994. Tytuł naukowy profesora nauk medycznych został mu nadany w 1985. W 1947 został członkiem PPS, a następnie PZPR (1948).
Należał do Polskiego Towarzystwa Okulistycznego. Zainteresowania badawcze i kliniczne P. Hańczyca dotyczyły m.in. chirurgicznego leczenia wysokiej krótkowzroczności. Swoje prace publikował w czasopismach krajowych i zagranicznych, m.in. w „Klinice Ocznej”. Odznaczony m.in. Złotym Krzyżem Zasługi (1976), Medalem 40-lecia PRL (1984) oraz Krzyżem Kawalerskim Orderu Odrodzenia Polski (1985). Pochowany na Cmentarzu św. Wawrzyńca we Wrocławiu.

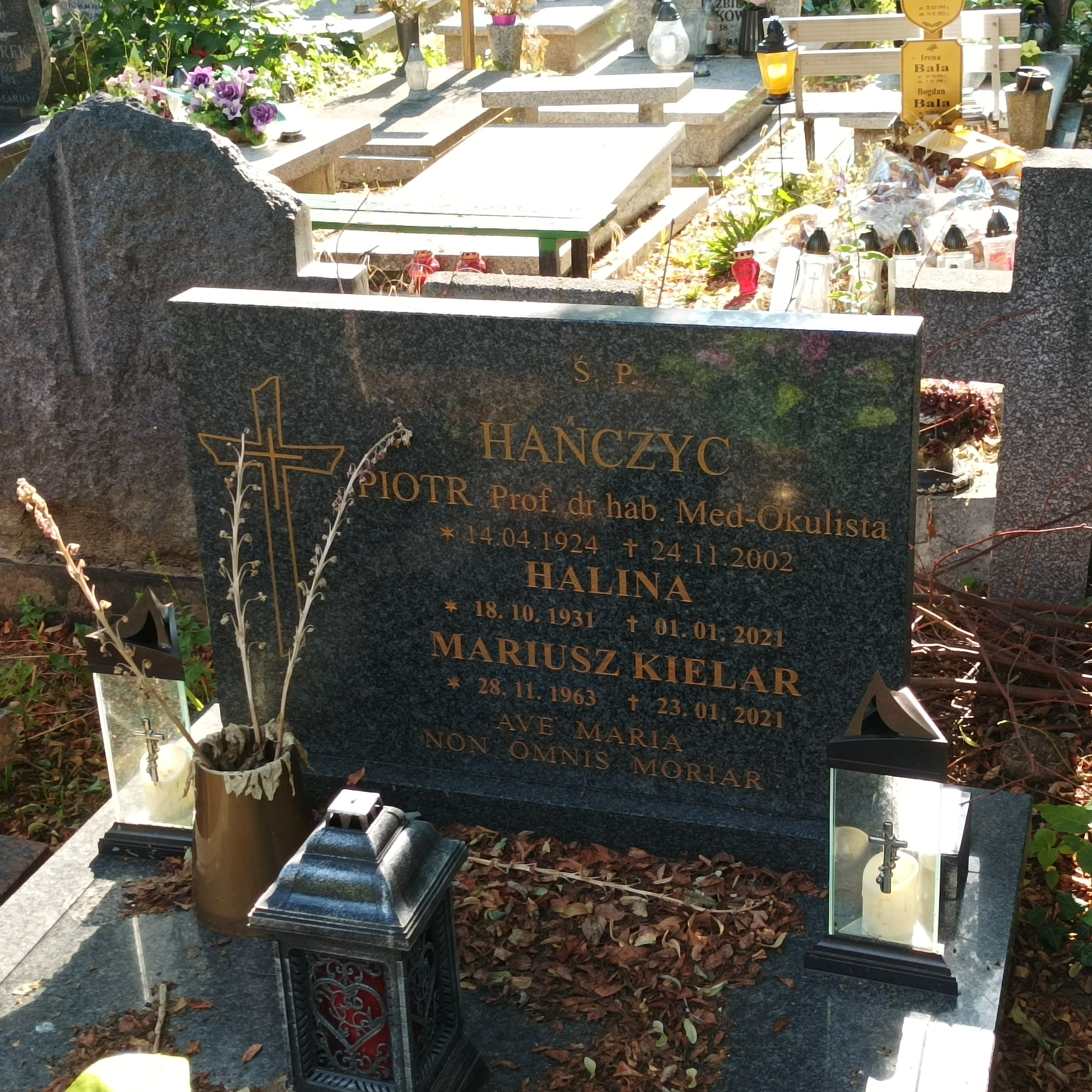
Grób prof. Piotra Hańczyca na Cmentarzu św. Wawrzyńca we Wrocławiu